# Unternehmen Cottbus
Das Unternehmen Cottbus war eine Aktion, die vom 20. Mai bis 21. Juni 1943 gegen sowjetische Partisanen sowie die Zivilbevölkerung im deutsch besetzten Weißrussland durchgeführt wurde. Sie fand im Rahmen des deutschen Vernichtungskriegs gegen die Sowjetunion statt und ist ein Kriegsverbrechen. Die Aktion richtete sich gegen von Partisanen beherrschte Gebiete am Palik-See, mit über 3000 km² und 80.000 Einwohnern, und ihr Vorfeld, das waldreiche Dreieck Pleschtschenizy–Uschatschi–Borissow. Sie kostete mindestens 9796 Menschen das Leben, die meisten davon Zivilisten. Nicht mitgezählt sind dabei zwischen 2000 und 3000 bei der Räumung von Minenfeldern ums Leben gekommene Zivilisten. Die Aktion wurde von der Kampfgruppe von Gottberg durchgeführt und gilt zusammen mit dem drei Monate vorher erfolgten Unternehmen Hornung als „Höhepunkt“ einer Serie von 55 großen Partisanenbekämpfungsaktionen im deutsch besetzten Weißrussland, die mindestens 150.000 Menschen den Tod brachten. Der Krieg gegen die Partisanen in der Sowjetunion kostete insgesamt etwa eine halbe Million Menschenleben und zählt zu den größten Verbrechen der Wehrmacht im Zweiten Weltkrieg.

## Zielsetzung und Planung

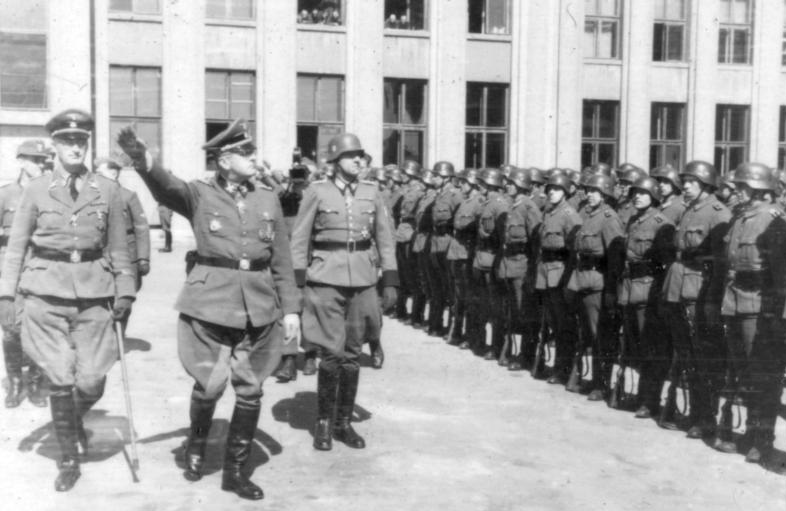
Curt von Gottberg (links) und von dem Bach bei Abnahme einer Parade der Ordnungspolizei auf dem Lenin-Platz in Minsk (ca. 1943), Aufnahme aus dem Bundesarchiv

Ziel der Operation war es, die Verbindung der Partisanen im Gebiet Polotzk-Witebsk zur Mitte und zum Süden Weißrusslands zu unterbrechen. Sie war von mehreren Stellen vorgeschlagen worden, so von dem Wehrmachtsbefehlshaber in „Weißruthenien“ Bronislaw Pawel und der Wirtschaftsinspektion Mitte. Auf Befehl des zum „Bevollmächtigten des Reichsführers SS für die Bandenbekämpfung“ ernannten Höheren SS- und Polizeiführers SS Russland-Mitte Erich von dem Bach-Zelewski übernahm der SS- und Polizeiführer für den Generalbezirk Weißruthenien Curt von Gottberg die mehrmonatige Planung, wobei er die Feinplanung seinem Ia-Offizier übertrug. Für die geplante Operation wurden auf deutscher Seite nach offiziellen Angaben 16.662 Mann aufgeboten, u. a. die SS-Polizeiregimenter 2 und 13, das SS-Sonderbataillon Dirlewanger, sieben Wehrmacht- und acht Schutzmannschaften-Bataillone.
Da das beabsichtigte Unternehmen die Grenze zum rückwärtigen Heeresgebiet überschritt, hatte sich Bach-Zelewski der Unterstützung des Befehlshabers des Rückwärtigen Heeresgebietes der Heeresgruppe Mitte Max von Schenckendorff versichert. Dieser veranlasste, dass sieben Bataillone und Artillerie, hauptsächlich von der 286. Sicherungsdivision der Wehrmacht, unter Führung des Leiters der Feldkommandantur 813, Generalmajor Karl-Hans Dormagen, einen Absperrriegel im Osten bildeten. SS und Wehrmacht arbeiteten also zusammen.
Der deutschen Aktion gingen Probleme durch „viele Tausend Partisanen“ in dem sumpfigen Gebiet um den Palik-See voraus, die in Brigaden organisiert waren. Dem Historiker Bogdan Musial zufolge übten diese Gewalt auch gegen die eigene Bevölkerung aus. Ihre militärischen Aktionen richteten sich in erster Linie gegen einheimische Polizisten und „Verräter“. Daneben kam es auch zu Gefechten mit Einheiten der deutschen Besatzer sowie, wenn auch eher selten, zu Sabotageaktionen an Bahnlinien und Straßen. Doch schon allein die Größe der Ansammlung von Partisanen stellte eine Bedrohung für die deutschen Besatzer dar.

## Durchführung und Ergebnis

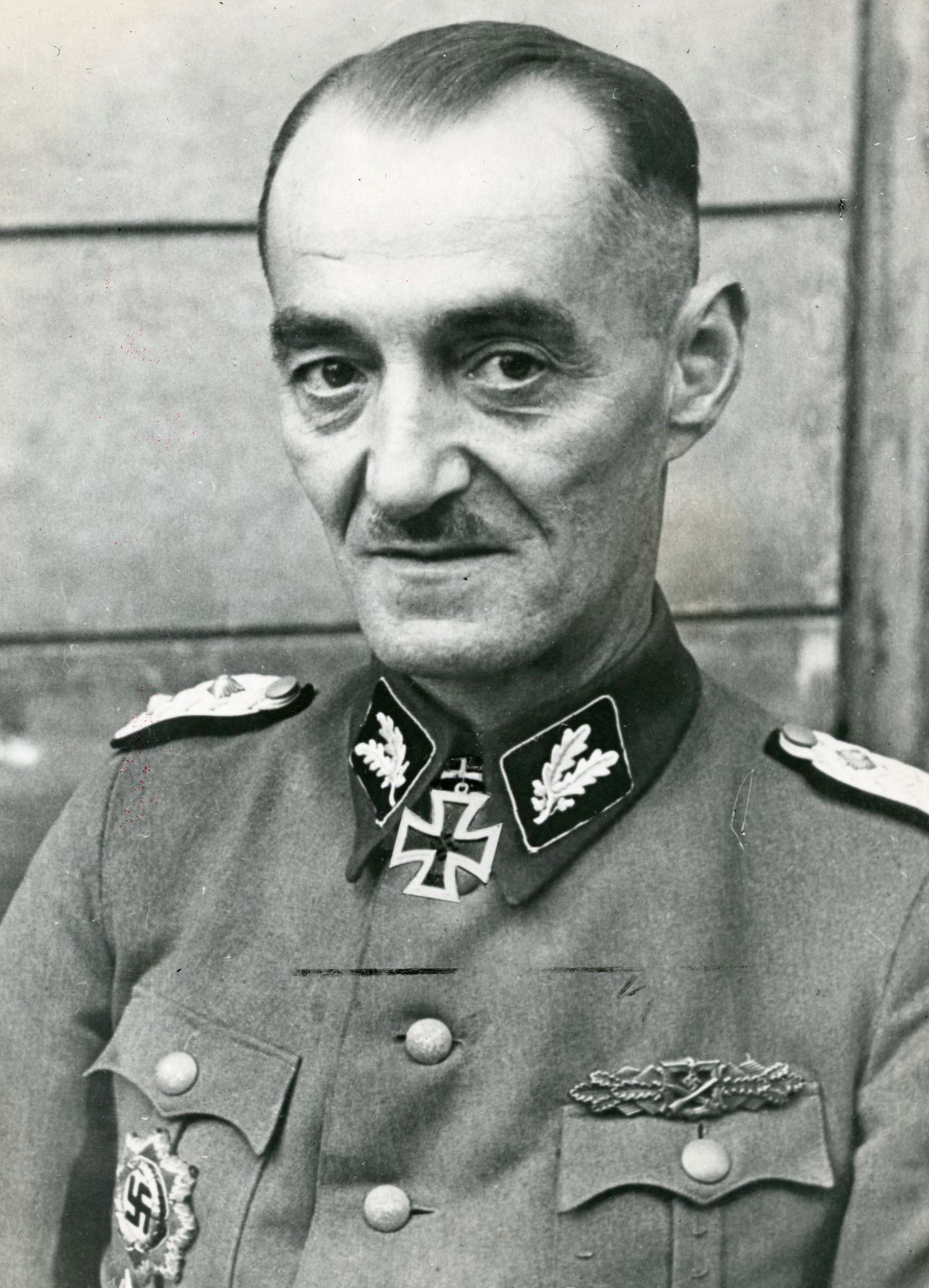
Oskar Dirlewangers SS-Sonderbataillon meldete 14.000 Getötete beim „Unternehmen Cottbus“

Die am 20. Mai 1943 begonnene Aktion wurde laut dem Historiker Christian Gerlach zum „furchtbarsten Vernichtungsfeldzug von allen“ sogenannten Partisanenbekämpfungsaktionen. Der Historiker Dieter Pohl resümiert, gestützt auf Gerlachs Forschungen, dass in erster Linie die eingesetzten SS-Truppen, aber auch die 286. Sicherungsdivision der Wehrmacht mit großer Brutalität vorgingen. Besonders das SS-Sonderbataillon Dirlewanger massakrierte die Zivilbevölkerung und meldete allein 14.000 Getötete. Dabei wurden zahlreiche Dörfer entvölkert und abgebrannt. So marschierten die deutschen Kräfte zum Beispiel am 13. Juni 1943 im Dorf Ljutec ein, trieben die Bevölkerung zusammen und erschossen 53 Männer, 55 Frauen und 108 Kinder.
Nach sowjetischen Zeugenaussagen wurden vom 28. Mai bis 22. Juni 1943 1116 Bewohner aus 13 Dörfern auf ähnliche Weise umgebracht. Der Reichskommissar für das Ostland, Hinrich Lohse, erhielt entsprechende Berichte, die er an den Reichsminister für die besetzten Ostgebiete, Alfred Rosenberg, mit dem Kommentar weiterleitete: „Männer, Frauen und Kinder in Scheunen zu sperren und diese anzuzünden, scheint mir selbst dann keine geeignete Methode der Bandenbekämpfung zu sein, wenn man die Bevölkerung ausrotten will.“
Noch während die Vernichtungsaktion andauerte, schickte Bach-Zelewski eine Sondermeldung an SS-Chef Heinrich Himmler, der ihn umgehend vom „Bevollmächtigten des Reichsführers SS für die Bandenbekämpfung“ zum Leiter der neu geschaffenen Dienststelle „Der Reichsführer-SS und Chef der deutschen Polizei. Der Chef der Bandenkampfverbände“ beförderte und von Gottberg zu dem Erfolg beglückwünschte.
Als Ergebnis des Unternehmens gab die Kampfgruppe von Gottberg in ihrem Gefechtsbericht folgende gegnerische Verluste an: 6087 im Kampf Gefallene, 3709 „Erledigte“, 599 Gefangene. 4997 männliche und 1056 weibliche Arbeitskräfte wurden deportiert. Als Beute an Agrargütern wurden u. a. 6346 Stück Vieh und 684 t Getreide gezählt. Die eigenen Verluste betrugen 128 Tote. Diese im Vergleich zu den vorausgegangenen Aktionen zur Partisanenbekämpfung höhere Zahl an eigenen Opfern – es kamen noch mehr als 300 Verwundete hinzu – deutet laut Wolfgang Curilla darauf hin, dass es durchaus zu schweren Kämpfen gegen bewaffnete Partisanen gekommen ist. So wurde in den Meldungen und Gefechtsberichten der deutschen Seite neben einer größeren Zahl von Waffenfunden angegeben, es seien mehrere Hundert Bandenlager und Bunker gesprengt worden. Bogdan Musial schreibt, dass es tatsächlich zu zahlreichen Gefechten kam. Jedoch meldeten die Partisanen völlig überhöhte Erfolgszahlen. Musial, der diese Zahlenangaben ausgewertet hat, hält dagegen die deutschen Angaben von 128 eigenen Toten für glaubwürdig. Militärisch gesehen konnte auch die deutsche Seite mit dem Ergebnis nicht zufrieden sein. Musial zitiert aus dem Bericht des Oberkommandos der Heeresgruppe Mitte für den Juni 1943, dass es „nicht gelungen“ sei, die „Großbanden zu zerschlagen. Mit Masse sind sie in die südliche Richtung ausgewichen.“ Der Historiker Jochen Hellbeck betont, ab Frühjahr 1943 „verschmolzen der Kampf gegen die Partisanen und die Rekrutierung von Ostarbeitern“. Das Unternehmen Cottbus mit über 6000 zwangsrekrutierten Sklavenarbeitern als Ergebnis sei der Gipfel dieses Prozesses gewesen. Aber auch die erbeutete Menge an Fellen und Leinen sowie Viehbeständen seien trotz der schlecht koordinierten Aktionen und willkürlichen Aktionen der SS erheblich gewesen.
Gleichwohl waren die gegnerischen Verluste um ein Vielfaches höher, vor allem unter der Zivilbevölkerung. Nicht berücksichtigt bei den gemeldeten 9800 „Gefallenen“ und „Erledigten“ sind bei den gegnerischen Toten die „2–3000 Landesbewohner“, so Bach-Zelewski in seiner Sondermeldung über das Unternehmen Cottbus am 23. Juni 1943 an Himmler, die bei „der Aufräumung der Minenfelder […] in die Luft gegangen“ sind. Da alleine schon das SS-Sonderkommando Dirlewanger von 14.000 Toten des Gegners sprach, dürfte die reale Zahl der weißrussischen Todesopfer, so Christian Gerlach und Dieter Pohl, bei ca. 20.000 Menschen liegen, davon etwa 90 Prozent Zivilisten.
Funktionäre der Zivilverwaltung kritisierten die Unverhältnismäßigkeit von getöteten Partisanen und Zivilisten. So schrieb Generalkommissar Wilhelm Kube am 29. Juni 1943, acht Tage nach Abschluss des Unternehmens Cottbus, der Umstand, dass bei angeblich 6000 Partisanen nur 480 Gewehre gefunden wurden, bedeute im Klartext: „Es wurde eben alles erschossen, um die Feindzahl zu heben und damit die eigenen Heldentaten!“ Das Verhältnis von Getöteten und Waffen zeige, dass „90 % der Feindtoten waffenlos waren.“ Dass dieses krasse Missverhältnis von erbeuteten Gewehren und angeblich in Gefechten getöteten „Partisanen“ im Klartext „ein regelrechtes Blutbad an der wehrlosen Zivilbevölkerung“ bedeutete, betont auch Historiker Musial. Später wandte sich Kube grundsätzlich gegen das praktizierte Ausmaß an Menschenvernichtung und monierte in seinem Monatsbericht für August: „Wenn Frauen und Kinder in Massen erschossen und verbrannt werden, dann hat das mit einer humanen Kriegführung nichts mehr zu tun […] Der Raum wird allmählich menschenlos gemacht“. Kube kam am 22. September 1943 durch einen Widerstandsakt ums Leben. Dass ausgerechnet der Leiter dieser Vernichtungsaktion Curt von Gottberg sein Nachfolger als Generalkommissar wurde, zeige, so der Historiker Stephan Lehnstaedt, dass die Nationalsozialisten kein Interesse an einem maßvollen Vorgehen bei der Widerstandsbekämpfung hatten und auch nicht nur Vergeltung geübt hätten, sondern dass sie „auf massive Abschreckung mittels brutaler Massaker“ setzten. „Der Raub- und Vernichtungswahn der deutschen Einsatzkräfte während des Unternehmens Cottbus führte dazu“, so resümiert Bogdan Musial, „dass sich die inzwischen stark antideutsche Stimmung in der Bevölkerung radikalisierte.“
Trotz Cottbus und weiterer Großunternehmen verschärfte sich die Lage im Hinterland der Heeresgruppe Mitte rapide. Die Bahnsprengungen stiegen von 163 im April über 209 auf 270 im Juni und die vereitelten Anschläge von 121 im April über 204 auf 265 im Juni.

## Gedenken in Belarus

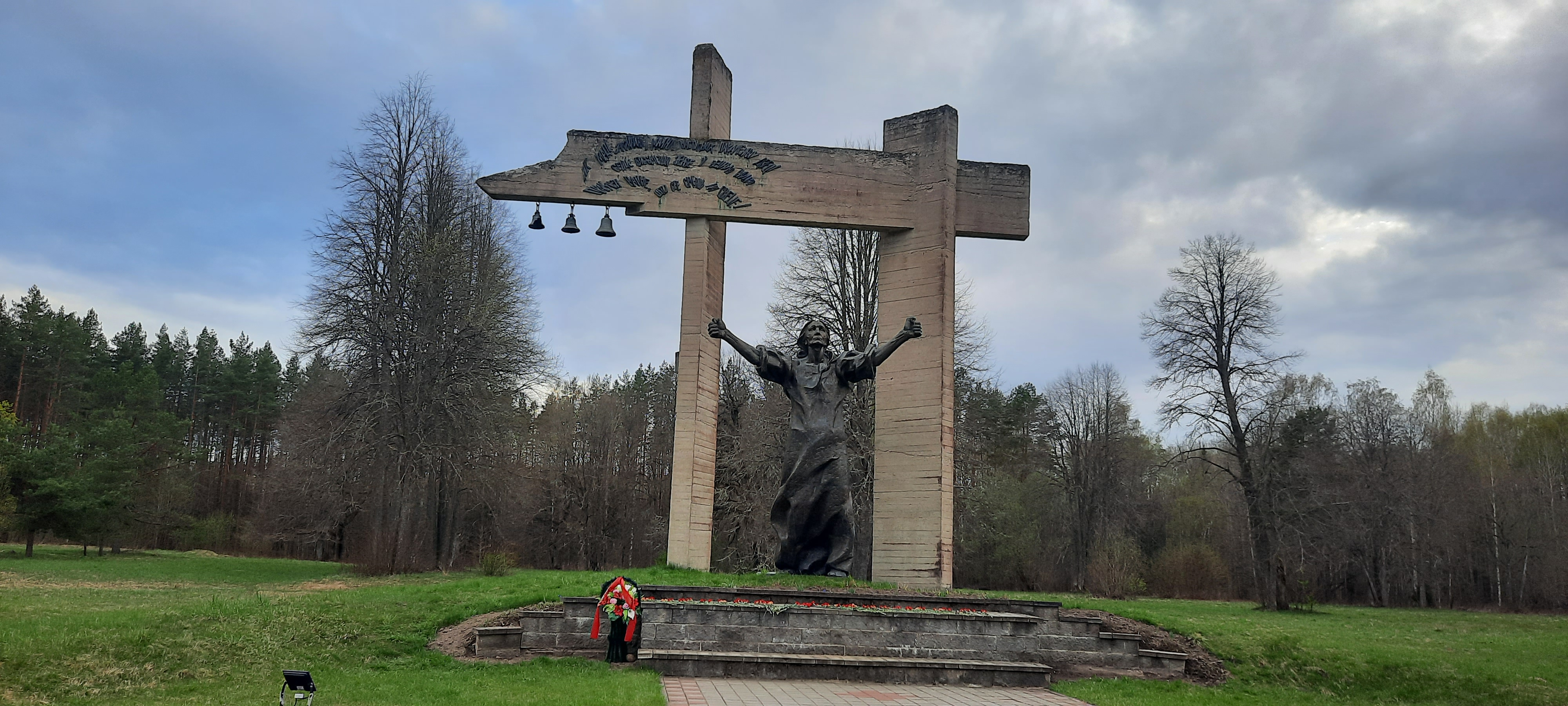
Skulptur Fluch dem Faschismus der Gedenkstätte Schuneuka

Erinnern und Gedenken in Belarus sind auf das Massaker von Chatyn fokussiert, das im Mittelpunkt der Erinnerungsarbeit in der Nationalen Gedenkstätte der Republik Belarus steht, stellvertretend für 627 von den Deutschen vernichtete Dörfer. Dies steht vor dem Hintergrund, dass diese Sowjetrepublik verhältnismäßig mit die meisten Todesopfer des NS-Vernichtungskrieges zu beklagen hatte: Von den etwa 9 Millionen Einwohnern, die den deutschen Besatzern in die Hände fielen, wurden 1,6 bis 1,7 Millionen Menschen ermordet, davon 700.000 Kriegsgefangene, 500.000 bis 550.000 Juden, 345.000 Opfer der sogenannten Partisanenbekämpfung und ungefähr 100.000 Angehörige sonstiger Bevölkerungsgruppen. Eines der im Unternehmen Cottbus vernichteten Dörfer heißt Schuneuka (belarussisch Шунеўка, russisch Шуневка Schunewka). Die deutschen Besatzer brannten es am 22. Mai 1943 nieder und ermordeten alle 67 Bewohner. Ihnen und den anderen Opfern gilt die Gedenkstätte Schuneuka.